# Katara
Katara is een personage uit de animatieserie Avatar: De Legende van Aang en de vervolgserie De Legende van Korra.
Katara verschijnt voor het eerst in Avatar: De Legende van Aang. Katara is een veertienjarig meisje dat van de Zuidelijke Waterstam op de Zuidpool komt. Haar moeder is gedood door de Vuurnatie, en haar vader is twee jaar geleden vertrokken om het Aarderijk te verdedigen tegen de Vuurnatie. Ze is de enige in haar stam die kan Watersturen en vanaf kinds af aan weet ze al dat ze Watermeester wil worden. Alle Watermeesters uit de Zuidelijke Waterstam zijn weggehaald of gedood door de Vuurnatie, waardoor Katara zelf het Watersturen moet leren. Katara wil graag naar de Noordpool toe, waar nog wel Watermeesters zijn. Ze denkt dat Watermeesters uit de Noordelijke Waterstam haar wel Watersturen kunnen leren.

## Boek 1
Op een dag zijn Katara en haar broer Sokka aan het vissen om voedsel voor de stam te krijgen. Ze vinden daar Avatar Aang in een ijsberg. Katara bevrijdt hem met Sokka's wapen uit de ijsberg en neemt Aang mee naar haar stam. Zuko, de verbannen zoon van Vuurheer Ozai, is op zoek naar de Avatar. Als Zuko zijn verbanning opgeheven wil hebben, moet hij de Avatar zien te vinden van zijn vader. Hij vindt Aang, en neemt hem mee op zijn boot als zijn gevangenen. Katara en Sokka willen Aang terug vinden, en gaan op Aangs vliegende bizon genaamd Appa hem zoeken. Ze vinden hem op Zuko's boot. Aang is in een gevecht met Zuko en valt in het water. Aang raakt bewusteloos terwijl hij in het water viel, maar hij hoort Katara zijn naam schreeuwen en dit zorgt ervoor dat Aang in de Avatar Trance komt. Nu is Aang zo sterk dat hijzelf, Katara en Sokka kunnen ontsnappen. Nu ze veilig zijn, vertrekken ze naar de Noordpool. Hun reis gaat door het Aarderijk. Katara en Aang worden steeds beter in Watersturen. Tijdens de reis naar de Noordpool ontdekt Katara dat ze door middel van Watersturing wonden kan genezen. Dit ontdekt ze omdat Aang aan het leren is om vuur te sturen, maar hij verbrandt Katara's handen per ongeluk. Katara rent weg en stopt haar handen huilend in het water van de rivier. Hierop volgt dat Katara haar handen geneest door middel van haar genezende krachten.
Na een lange tijd door het Aarderijk gereisd te hebben, komen ze op de Noordpool aan, en daar vinden ze een Watermeester, meester Pakku die Aang wil leren hoe hij moet Watersturen. Maar bij deze stam is het echter de traditie dat alleen mannen Watersturen leren en dat vrouwen enkel hun krachten gebruiken om te genezen. Katara is daar kwaad over en daagt meester Pakku uit tot een gevecht omdat ze zichzelf wil bewijzen. Uiteindelijk neemt hij haar gevecht aan. Katara verliest het gevecht en ook verliest ze haar ketting die ze gekregen heeft van haar oma. Meester Pakku vindt de ketting op de grond en ontdekt dat ze de kleindochter is van de vrouw met wie hij ooit wilde trouwen. Deze vrouw haatte de regels en de tradities van de Noorderstam en verhuisde naar de Zuiderstam, waar ze een nieuw leven opbouwde. De volgende dag laat meester Pakku Katara toe bij het trainen. Katara blijkt een snelle leerling te zijn.
De Vuurnatie is erachter gekomen dat Aang naar de Noordelijke Waterstam is gegaan om daar te leren hoe hij het water moest sturen. Daarom maakt de Vuurnatie de beslissing om de Noordelijke Waterstam aan te vallen. Aang gaat naar de meest geestelijke plek in de Noordelijke Waterstam en gaat daar mediteren om in de Geestenwereld te komen. Hij wil de geesten van de Oceaan en de Maan om hulp vragen. Ondertussen beschermt Katara het lichaam van Aang. Prins Zuko probeert Aang weg te halen en Katara vecht tegen hem. Uiteindelijk wint Zuko omdat hij versterkt wordt door de zon die tijdens het gevecht opkomt. Aang wordt meegenomen. Katara, haar broer en de prinses van de Noorderstam gaan achter Zuko aan. Ze vinden Aang en brengen hem terug naar de Noorderstam. De geest van de Maan wordt gedood en de Maan wat de krachtbron is van de Watermeesters, verdwijnt. Alle Watermeesters verliezen hun krachten hierdoor. Aang vraagt de oceaangeest om hulp, en verslaat de Vuurnatievloot. Ondertussen geeft de prinses van de Noordelijke Waterstam haar leven terug aan de geest van de maan, en komt de krachtbron van de Watermeesters weer terug omdat de Maangeest weer leeft. De prinses is nu een geest, maar geeft Sokka een laatste afscheidskus. Als alles voorbij is, erkent Katara's leraar haar als een volleerde Watermeester.

## Boek 2
In boek twee is Katara een echte Watermeester en leert ze Aang beter te Watersturen. Ze is erg krachtig en een geweldige Watermeester. Aang moet een Aardemeester zien te vinden, en dan komt hij Toph tegen. Ze noemt zichzelf de "blinde bandiet". Ze doet mee met een geheime competitie tussen de beste Aardemeesters. Aang kan haar verslaan en Toph loopt vervolgens boos weg. Uiteindelijk voegt Toph zich bij het team. Katara heeft eerst wat problemen met Toph. Katara is eigenlijk de moeder van het team. Ze probeert zo veel mogelijk voor de anderen te zorgen. Toph is echter egoïstisch en zondert zich af, maar uiteindelijk verandert dat ook en kunnen ze goed met elkaar opschieten. In de finale van boek twee wordt Aang door Azula, de zus van Zuko, dodelijk verwond in de Avatar Trance. Katara vangt hem op en geneest hem, door middel van het water uit de Geestenoase, die ze van haar Watermeester heeft gekregen.

## Boek 3
In boek drie is Katara nog krachtiger. Ze is ook erg inventief. Ze gebruikt een keer haar zweet om te ontsnappen uit een houten cel. Ze komen ook iemand tegen van de Zuiderstam, een oude vrouw genaamd Hama, die is weggenomen omdat ze een Watermeester was. Ze leert van Hama technieken om water uit pure lucht en uit planten te halen. Tijdens de volle maan, als de krachten van de Watermeesters op zijn sterkst zijn, wil Hama Katara leren hoe ze moet Bloedsturen: de macht om water in een lichaam te sturen, waardoor men iemand iets kan laten doen met zijn/haar lichaam zonder dat de persoon daar zelf controle over heeft. Katara weigert deze techniek te leren, waardoor Hama haar aanvalt. Als Sokka en Aang erbij komen, probeert Hama Sokka en Aang elkaar te laten vermoorden door middel van Bloedsturing. Katara redt ze door Bloedsturing te gebruiken op Hama. Hama wordt gevangengenomen en vertelt Katara dat ze nu een Bloedmeester is. Katara werd echter gedwongen dit te doen en vond het vreselijk om Bloedmeester te zijn. In een van de laatste afleveringen van dit boek past Katara een heel moeilijke techniek toe tijdens een gevecht met Azula. Ze laat zich namelijk voortbewegen door ijs. Dit gebeurt nadat Zuko bijna zijn leven heeft opgeofferd om Katara te redden. Ook komt Katara er in boek 3 achter dat Aang verliefd op haar is, de gevoelens zijn wederzijds en uiteindelijk trouwen Aang en Katara

## Toekomst
In het eerste seizoen in de aflevering "de toekomstvoorspeller" vertelt een waarzegster dat Katara met een machtige meester zal gaan trouwen. Later in diezelfde aflevering zegt Sokka dat hij weleens vergeet wat een machtige meester Aang is. Vanaf dat moment had Katara het vermoeden dat Aang haar toekomstige man zou worden maar in Aang zijn voorspelling bleek dat hij geen liefde zou vinden en uiteindelijk bleek Katara's voorspelling over Aang te gaan. Dit wordt in de loop van de serie alsmaar verder bevestigd.
Zoals al eerder werd gezegd, speelt Katara ook in Avatar: De Legende van Korra. Hierin is Katara de Watermeester van Korra en is zij inmiddels 84 jaar oud maar nog steeds even sterk als in haar jongere jaren. Katara's kinderen zijn in de serie al volwassen, en Tenzin is de leraar van Avatar Korra. Hij leert haar om lucht te sturen, maar Korra en Tenzin botsen in het begin van de serie nogal vaak. Dit leidt niet zelden tot ruzie. Als de meesters van De Witte Lotus Korra moeten beoordelen of ze genoeg ervaring heeft met Vuursturen om haar tot een echte Vuurmeester te benoemen, willen ze eigenlijk Korra nog niet tot een echte Vuurmeester benoemen. Dit zou dan ook voor Korra betekenen dat ze nog niet met Tenzin aan haar Luchtsturingstraining zou kunnen beginnen, dus vraagt De Witte Lotus Katara om advies. Hierop antwoord Katara dat Korra er klaar voor is om aan haar Luchtsturingstraining te beginnen. Hiermee is Korra heel blij. Gedurende de serie verschijnt Katara het vaakst als Geneesmeester. Katara heeft in deze serie Bloedsturen verboden.

## Persoonlijkheid
Katara is slim, kalm, empathisch, heeft blauwe ogen en zwart haar en heeft een broer Sokka. Haar moeder is gedood door de Vuurnatie. Maar ze kan ook weleens haar momentjes hebben dat ze niet in de stemming is. Ze is binnen de groep vaak de stem van rede en doet dienst als surrogaatmoeder voor Aang en haar broer Sokka. Ze kan hierdoor soms echter ook bazig overkomen. Haar karakter botst vaak met dat van Toph.
Katara is een zeer krachtige Watermeester. Haar talenten nemen in de loop van de serie alsmaar verder toe, tot ze op een gegeven moment zelfs Azula de baas kan.
Ze kan goed iemand steunen en wist vanaf het begin dat Aang de wereld gaat redden.